# Ngozi Onwumere
Ngozi Onwumere (* 23. Januar 1992 in Mesquite) ist eine ehemalige nigerianisch-US-amerikanische Leichtathletin, die sich auf den Sprint spezialisiert hatte. Zudem war sie auch im Bobsport aktiv.

## Sportliche Laufbahn

### Leichtathletik
Ngozi Onwumere studierte von 2010 bis 2014 an der University of Houston. Ihre ersten Erfahrungen bei internationalen Meisterschaften sammelte sie bei den IAAF World Relays 2015 in Nassau, bei denen sie mit der nigerianischen 4-mal-400-Meter-Staffel mit 3:32,16 min im Vorlauf ausschied. Anschließend nahm sie an den Afrikaspielen in Brazzaville teil und gewann dort in 23,24 s die Silbermedaille im 200-Meter-Lauf hinter der Ivorerin Marie-Josée Ta Lou. Zudem siegte sie in 43,10 s gemeinsam mit Cecilia Francis, Blessing Okagbare und Lawretta Ozoh in der 4-mal-100-Meter-Staffel. Im Mai 2016 bestritt sie auf den Cayman Islands ihren letzten offiziellen Wettkampf in der Leichtathletik.

### Bobsport
Mit dem Ziel, Nigeria bei den Olympischen Winterspielen im Bobsport zu vertreten, war sie in der Weltcupsaison 2017/2018 als Anschieberin für die Pilotin Seun Adigun tätig. Ihren ersten Wettkampf bestritt sie beim North American Cup in Whistler und gelangte dort auf den zwölften Rang. Anschließend erreichte das nigerianische Team Rang 13 beim Stopp in Calgary. Damit qualifizierte sich die Mannschaft für die Olympischen Spiele und Onwumere war dort Fahnenträgerin bei der Eröffnungsfeier der Spiele. In den ersten beiden Läufen war Akuoma Omeoga als Anschieberin tätig und Onwumere schob Adigun in den letzten beiden Läufen an. Mit einer Gesamtlaufzeit von 3:29,60 min landete das Team abgeschlagen auf dem 19. und somit letzten Platz.

## Persönliche Bestleistungen
- 100 Meter: 11,69 s (−1,1 m/s), 30. Juli 2015 in Warri
  - 60 Meter (Halle): 7,49 s, 12. Februar 2016 in Houston
- 200 Meter: 23,22 s (+1,1 m/s), 15. April 2016 in Walnut
  - 200 Meter (Halle): 23,77 s, 8. Februar 2014 in College Station